# 巴托里
巴托里（Bathory）是一支成立於1983年3月的瑞典極端金屬樂團，發跡於韋林比(Vällingby)。樂團名稱源自匈牙利女伯爵伊莉莎白·巴托里，他們與毒液（Venom）、慈悲命運（Mercyful Fate）並列為黑金屬先驅，同時也是維京金屬的開創者。書籍《混沌之王》(Lords of Chaos)將巴托里的前四張專輯形容為「斯堪地那維亞黑金屬的藍圖」。
巴托里在第五張專輯《鐵錘之心》(Hammerheart)(1990年)中捨棄黑金屬風格，該專輯被公認為首張維京金屬專輯。此後樂團多數作品延續維京金屬路線，僅在《安魂曲 》(Requiem) (1994年)與《八邊形》 (Octagon) (1995年)兩張專輯嘗試鞭擊金屬風格。他們早期便停止現場演出且從未巡演，創始人兼主創托馬斯·「奎爾松」·福斯伯格 （Tomas "Quorthon" Forsberg）是唯一固定成員，有時甚至包辦所有樂器演奏。2004年6月，38歲的奎爾松因心臟衰竭逝世，巴托里隨之解散。

## 專輯列表

### 錄音室專輯
- 《巴托里》(Bathory)(1984年)
- 《歸來》 (The Return……)(1985年)
- 《黑印記下》 (Under the Sign of the Black Mark)(1987年)
- 《血火之死》 (Blood Fire Death)(1988年)
- 《鐵錘之心》 (Hammerheart)(1990年)
- 《諸神黃昏》 (Twilight of the Gods)(1991年)
- 《安魂曲》 (Requiem)(1994年)
- 《八邊形》 (Octagon)(1995年)
- 《冰上之血》 (Blood on Ice)(1996年)
- 《世界毀滅者》 (Destroyer of Worlds)(2001年)
- 《北境之地 I》 (Nordland I)(2002年)
- 《北境之地 II》 (Nordland II)(2003年)

### 精選輯
- 《週年紀念第一卷》(Jubileum Volume I)(1992年)
- 《週年紀念第二卷》(Jubileum Volume II)(1993年)
- 《週年紀念第三卷》(Jubileum Volume III)(1998年)
- 《目錄》 (Katalog) (2001年)
- 《紀念奎爾松》 (In Memory of Quorthon)(2006年)

## 延伸閱讀
- 埃克羅斯, 丹尼爾. . Bazillion Points Books. 2008. ISBN 978-0-9796163-1-0.
- 約翰內松, 伊卡; 克林伯格, 喬恩·傑斐遜. . Alfabeta Bokförlag AB. 2011. ISBN 978-9-1501133-4-1.

## 外部連結
- 巴托里於Black Mark Production官網
- 巴托里 @ AllMusic
- 巴托里的Discogs页面（英文）
- 巴托里在MusicBrainz上的頁面（英文）